# 三輪神社 (岐阜市)
三輪神社（みわじんじゃ）は、岐阜県岐阜市にある神社。旧社格は郷社。

## 概略
- 創建時期は不明。「美濃国神名帳」の正二位美和大明神に該当するという。一説では大和国の大神神社から分詞した神社といわれている。真長寺（三輪釈迦）は、三輪神社の別当寺として建立されている。
- 江戸時代は、歴代の美濃郡代の崇敬を集めていたという。1873年（明治6年）に郷社となり、1943年（昭和18年）に県社への昇格が予定されていたが、太平洋戦争の激化で延期となり、終戦のため実現されなかった。

## 祭神
- 大物主神

## 祭礼
春の例祭（三輪祭り）で奉納される「稚児山の芸能」は岐阜市の無形民俗文化財に指定されている。

## 文化財
岐阜市指定文化財
- 社殿（建造物）[2]
- 石鳥居（建造物）[2]
- 木造神像5躯（彫刻）[2]
- スギ（天然記念物）[2]
- 三輪神社稚児山の芸能（無形民俗文化財）[2]

## 所在地
- 岐阜県岐阜市三輪965番地

岐阜市北部に位置する。
岐阜県道93号川島三輪線の沿線にある。

## 交通機関
岐阜バスより「三輪釈迦前」バス停下車。
- JR岐阜駅バスターミナル（岐阜駅北）

12番のりば　高美線「美濃市駅」「中濃庁舎」行き
13番のりば　加野団地線「三輪釈迦前」行き
名鉄岐阜のりば（名鉄岐阜駅西）より「三輪釈迦前」バス停下車。
4番のりば　高美線「美濃市駅」「中濃庁舎」行き　加野団地線「三輪釈迦前」行き